# Denílson Pereira Neves
Denílson Pereira Neves (São Paulo, Brasil, 16 de febrero de 1988), más conocido como Denílson, es un futbolista brasileño que juega como centrocampista.

## Trayectoria
En el São Paulo (club de su debut) ganó la Copa Libertadores del año 2005, además de la Copa Mundial de Clubes de la FIFA. Se integró al Arsenal inglés en 2006, jugando 10 partidos en la liga; 8 partidos en copas inglesas y solamente una participación en Europa.
En el verano de 2011 los gunners cedieron al jugador a su club natal donde dio sus primeros pasos como futbolista profesiónal.
Sin embargo, durante los 4 años de trayectoria en su regreso al club paulista, no demostró gran nivel futbolístico, por lo que finalmente en 2015, fue vendido al Al-Wahda.

## Clubes
| Club                    | País       | Año       | Partidos | Goles |
| ----------------------- | ---------- | --------- | -------- | ----- |
| São Paulo F. C.         | Brasil     | 2005-2006 | 22       | 0     |
| Arsenal F. C.           | Inglaterra | 2006-2011 | 153      | 10    |
| São Paulo F. C.         | Brasil     | 2011-2015 | 187      | 1     |
| Al-Wahda                | EAU        | 2015-2018 | 29       | 2     |
| Cruzeiro E. C. (cedido) | Brasil     | 2016      | 5        | 0     |
| Botafogo F. C.          | Brasil     | 2018-2019 |          |       |
| Sliema Wanderers F. C.  | Malta      | 2020-2021 |          |       |
| Grêmio Esportivo Brasil | Brasil     | 2021      |          |       |

## Palmarés

### Copas internacionales
| Título                 | Club (*)            | País      | Año  |
| ---------------------- | ------------------- | --------- | ---- |
| Sudamericano Sub-17    | Selección de Brasil | Venezuela | 2005 |
| Copa Libertadores      | São Paulo F. C.     | Brasil    | 2005 |
| Copa Mundial de Clubes | São Paulo F. C.     | Japón     | 2005 |
| Copa Sudamericana      | São Paulo F. C.     | Brasil    | 2012 |

(*) Incluyendo la selección.